# Vîșneve, Stara Sîneava
Vîșneve (în ucraineană Вишневе) este un sat în comuna Pîleava din raionul Stara Sîneava, regiunea Hmelnîțkîi, Ucraina.

## Demografie
Componența lingvistică a localității Vîșneve
     Ucraineană (95,83%)
     Rusă (2,08%)
     Belarusă (2,08%)
Conform recensământului din 2001, majoritatea populației localității Vîșneve era vorbitoare de ucraineană (95,83%), existând în minoritate și vorbitori de rusă (2,08%) și belarusă (2,08%).